# Ágai Karola
Ágai Karola (született Staud) (Budapest, 1927. március 30. – Budapest, 2010. február 22.) Liszt Ferenc- és Kossuth-díjas magyar opera-énekesnő (drámai koloratúrszoprán), a Halhatatlanok Társulatának örökös tagja. Szendrey-Karper László (1932–1991) gitárművész felesége.

## Életpályája
Tanulmányait magánúton Révhegyi Ferencné irányításával végezte. Pályafutását 1952-ben a SZOT énekkarában kezdte. 1953–1955-ben a Magyar Rádió énekkarának tagja, 1955-től 1957-ig a Honvéd Művészegyüttesének szólistája volt. A Magyar Állami Operaházban 1955-ben meghívott vendégként lépett fel Mozart A varázsfuvola című operájában: az Éj királynője szerepében debütált. 1957-ben lett az Operaház magánénekese, s hamarosan vezető koloratúrszopránja.
Alakításait virtuóz koloratúrtechnika és kitűnő színészi készség jellemezte. Hazai és külföldi produkciói után szuperlatívuszokban bővelkedő kritikákat kapott, hiszen könnyed virtuozitással adta elő a technikai bravúrokat igénylő szólamokat. Repertoárját javarészt 18. és kora 19. századi operák tették ki. Több lemezfelvételt is készített. Sikerrel szerepelt a világ nagy operaszínpadain, a Wexford Operafesztiválon, a moszkvai Nagy Színházban, a bécsi Volksoperben és a hamburgi Operaházban. A maga és a kritika által is „pályafutása koronájának” tartott Ariadné Naxos szigetén-előadás jelentette a belépőt a New York-i Metropolitanbe, ahol 1969-ben Nicolai Gedda partnereként lépett fel a Lammermoori Lucia címszerepében. Hangversenyénekesként Japánban, Közép- és Dél-Amerikában is járt. Férjével, Szendrey-Karper Lászlóval közös dalestjeik voltak.
1992-ben a Magyar Állami Operaház örökös tagja lett. 2003-ban Esztergom, 2005-ben a II. kerület díszpolgárává választották, 2009-ben Kossuth-díjjal tüntették ki.

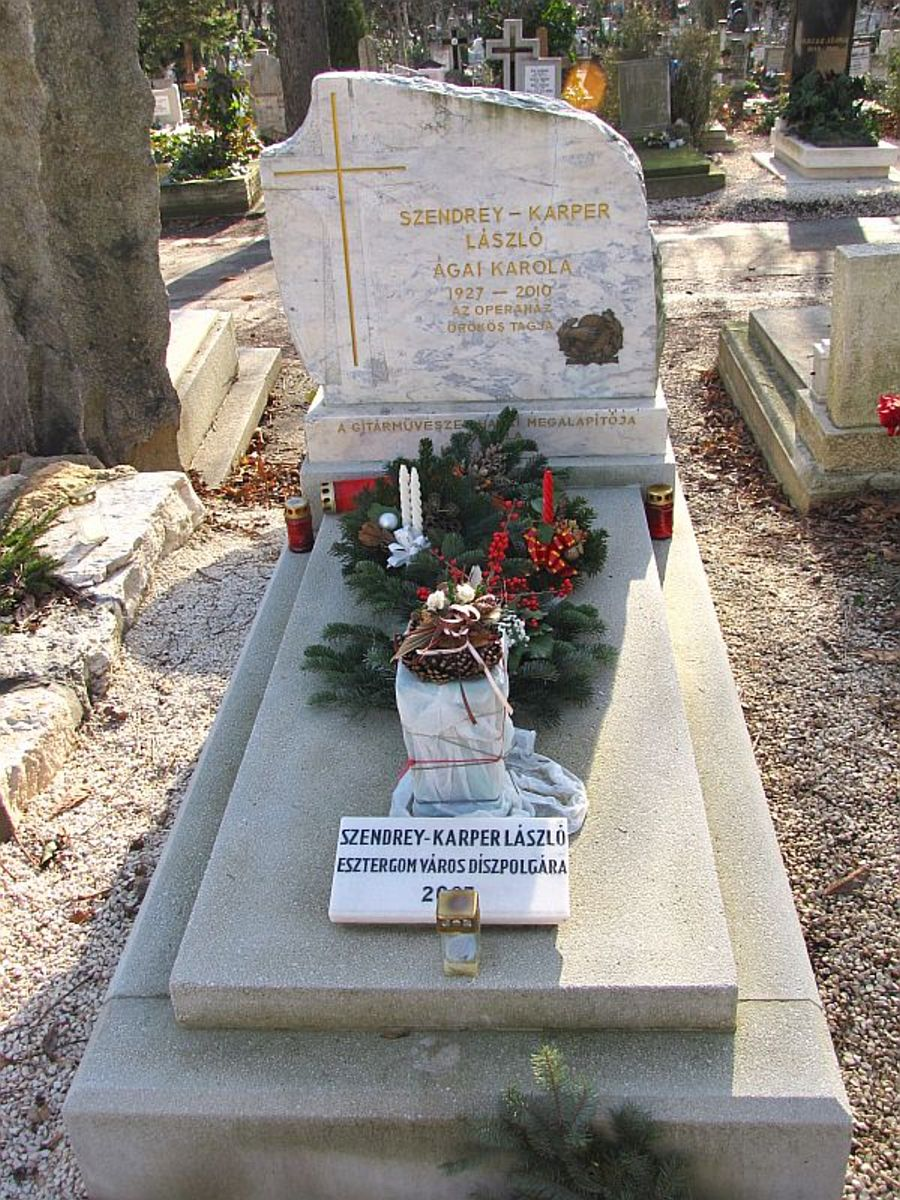
Sírja a Farkasréti temetőben (25/I-1-72)

## Főbb szerepei
- Britten: Szentivánéji álom – Titánia
- Cimarosa: A titkos házasság – Elisetta
- Donizetti: Szerelmi bájital – Adina
- Donizetti: Lammermoori Lucia – Lucia
- Donizetti: Rita – Rita
- Erkel: Bánk bán – Melinda
- Erkel: Hunyadi László – Szilágyi Erzsébet, Gara Mária
- Flotow: Márta – Martha (Márta)
- Gounod: Faust – Marguerite (Margit)
- Kálmán Imre: Marica grófnő – Marica
- Kodály Zoltán: Székely fonó – Fiatal leány
- Lehár: A mosoly országa – Lisa (Liza)
- Millöcker: A koldusdiák - Laura
- Mozart: Szöktetés a szerájból – Konstanze
- Mozart: Così fan tutte – Fiordiligi
- Mozart: Figaro házassága – Susanna
- Mozart: A színigazgató – Madame Herz
- Mozart: A varázsfuvola – Az Éj királynője
- Offenbach: Hoffmann meséi – Olympia, Antonia, Giulietta, Stella
- Rimszkij-Korszakov: Az aranykakas – Semaha királynője
- Rossini: A sevillai borbély – Rosina
- Rossini: A török Itáliában – Donna Fiorilla
- Strauss, ifj. Johann: A cigánybáró – Arsena (Arzéna)
- Strauss, ifj. Johann: A denevér – Rosalinde (Rozalinda)
- Strauss, Richard: Ariadné Naxos szigetén – Zerbinetta
- Verdi: Traviata – Violetta Valery
- Verdi: Rigoletto – Gilda
- Verdi: Falstaff – Alice Ford

## Lemezfelvételei
| Év   | Lemez címe | Kiadó                                       |
| 1969 | Erkel Ferenc: Bánk bán - Melinda                                                                              | Hungaroton                                  |
| 1996 | Strauss, ifj. Johann: A denevér - Rosalinde (Rozalinda)                                                       | Hungaroton                                  |
| 1997 | Great Hungarian Voices - Áriák és kettősök                                                                    | Hungaroton                                  |
| 1997 | Donizetti, Gaetano: Lammermoori Lucia (részletek) - Lucia                                                     | Corona Classic Collection/EDEL Gesellschaft |
| 1999 | 400 years of the Opera Vol. 1 - Mozart, Wolfgang Amadeus: A varázsfuvola - Az Éj királynője II. felv. áriája  | Hungaroton                                  |
| 2000 | Caccini, Stradella, Scarlatti, Pergolesi, Schubert, Garcia Lorca, Britten, Villa-Lobos - Dalok és virágénekek | Hungaroton                                  |
| 2000 | Bizet, Georges: Carmen (részletek) - Frasquita                                                                | Hungaroton                                  |
| 2000 | Mozart, Wolfgang Amadeus: A varázsfuvola (részletek) - Az Éj királynője                                       | Hungaroton                                  |
| 2001 | 50 éves a Hungaroton – Énekművészek (1951-2001) - Donizetti, Lammermoori Lucia (szextett)                     | Hungaroton                                  |
| 2001 | Mozart, Wolfgang Amadeus: A varázsfuvola (Zenés mesék – Mesés zenék) - Az Éj királynője                       | Hungaroton                                  |
| 2005 | Híres Verdi szopránáriák - Verdi, Giuseppe: Rigoletto (Gilda áriája)                                          | Hungaroton                                  |
| 2008 | Offenbach, Jacques: Hoffmann meséi (részletek) - Olympia                                                      | Hungaroton                                  |

## Elismerései
- Liszt Ferenc-díj (1968)
- Székely Mihály-emlékplakett  (1969)
- Érdemes művész (1970)
- Kiváló művész (1977)
- II. kerület díszpolgára (2005)
- Örökös tag a Halhatatlanok Társulatában (2007)
- Kossuth-díj (2009)